# Inija Trinkūnienė
Inija Trinkūnienė (née le 25 octobre 1951 à Kelmė) est une ethnologue, folkloriste, musicienne et haute prêtresse Romuva lituanienne.

## Biographie
Inija Trinkūnienė naît le 25 octobre 1951 à Kelmė.
Elle finit le lycée en 1969 puis étudie à l'université de Vilnius, où elle obtient une maîtrise de psychologie en 1974. Dès 1974, elle travaille comme sociologue à l'académie de philosophie et de sociologie, puis elle intègre le centre de recherches sociales de Lituanie. De 2004 à 2013, elle est experte en culture ethnique auprès de la Seimas.
Elle fait partie du groupe de musique folklorique Romuva Kūlgrinda.
Elle fait partie de la communauté cultuelle Romuva, qui perpétue d’antiques rites religieux et des coutumes folkloriques, mais aussi les contes et les légendes de la très vieille mythologie balte, dont beaucoup jusqu'au XIXe siècle ont été transmis oralement de génération en génération, et seulement alors fixés par écrit,,. En 2014, à la mort de son mari Jonas Trinkūnas (en), haut prêtre de la communauté, elle est élue à sa place. Elle co-fonde le Congrès européen des religions ethniques. Au Parlement des religions du monde de 2015 à Toronto, elle est invitée à s'exprimer.